# 彭宗岱
彭宗岱，字詹魯，贵州贵阳人，清朝政治人物、進士出身。
道光二年（1822年）清宣宗登極壬午恩科進士，二甲八十名，選庶吉士，散館改知縣，官至江西饒州府知府。